# محمد اليحيى
محمد اليحيى (ولد في بريده,السعودية), وهو منتج وممثل ومخرج سعودي، صاحب مؤسسة دعائي للإنتاج الإعلامي.

## عضويات
- عضو لجنة الإعلام في الغرفة التجارية بمنطقة القصيم.
- رئيس اللجنة الإعلامية بجمعية البر الخيرية ببريدة سابقاً.
- عضو اللجنة الإعلامية بالمجمع الخيري ببريدة.
- عضو اللجنة الإعلامية بالزاد الخيري ببريدة.
- مساهم في عدد من المقالات الإعلامية في الجرائد المحلية.
- مستشار إعلامي لعدد من شركات القطاع الخاص.

## أعماله
تمثيل
- مسلسل الملقوف.
- فيلم وش لو؟.
- فيلم الشنطة.
- فيلم العظم.
- فيلم بلا أبوين.
- فيلم سامحني يا أبي.
- فيلم بداية النهاية.
- فيلم عيون بلا نوم.
- مسرحية الفضولي.
- مسرحية مهبول مقفل نسبة.
- مسرحية الحشاشين.
- مسرحية القرية الشامية.
- مسرحية الكاوبوي.
- مشاركة تمثيلية في برنامج بواري1 وبواري2
- مسلسل مرسال عقيل

إخراج
- فيلم بداية النهاية.
- فيلم سامحني يا أبي.
- مسرحية صاحب النقب مشاركة في دولة الأردن.
- مسرحية الحشاشين مشاركة دولة الأردن.
- مسلسل شقتكو 1.
- مسلسل الملقوف.
- مسرحية سوق الجردة.

إنتاج
- مسرحية قرية الكابوي، وهي تدخل ضمن أعماله في المسرح المفتوح.
- مسرحية باب الحارة النجدية، وهي تدخل أيضًا ضمن أعماله في المسرح المفتوح.
- مرحية القرية الشامية، وهي تدخل أيضًا ضمن أعماله في المسرح المفتوح.
- مسرحية الدروازه وهي تدخل أيضًا ضمن أعماله في المسرح المفتوح.
- مسرحية كفر الوناسة وهي تدخل أيضًا ضمن أعماله في المسرح المفتوح.

تأليف
- مسلسل الملقوف.

## وصلات
- http://ksa.daralhayat.com/ksaarticle/59626
- http://www.alriyadh.com/2008/07/15/article359490.html
- http://www.alriyadh.com/2009/09/23/article461309.html